# Kuropatnik
Kuropatnik est une localité polonaise de la gmina et du powiat de Strzelin en voïvodie de Basse-Silésie.